# Dacheng (köpinghuvudort i Kina, Hainan Sheng, lat 19,51, long 109,39)
Dacheng är en köpinghuvudort i Kina. Den ligger i provinsen Hainan, i den södra delen av landet, omkring 120 kilometer sydväst om provinshuvudstaden Haikou. Antalet invånare är 30 536. Befolkningen består av 14 414 kvinnor och 16 122 män. Barn under 15 år utgör 27,0 %, vuxna 15-64 år 66 %, och äldre över 65 år 6,0 %.
Runt Dacheng är det ganska tätbefolkat, med 239 invånare per kvadratkilometer. Närmaste större samhälle är Yaxing, 15,2 km sydväst om Dacheng. I omgivningarna runt Dacheng växer huvudsakligen savannskog.
Genomsnittlig årsnederbörd är 2 369 millimeter. Den regnigaste månaden är juli, med i genomsnitt 411 mm nederbörd, och den torraste är januari, med 20 mm nederbörd.